# Poulimátes
Poulimátes (Poulimates) är en ort i Grekland.   Den ligger i prefekturen Nomós Kerkýras och regionen Joniska öarna, i den västra delen av landet, 400 km nordväst om huvudstaden Aten. Poulimátes ligger 40 meter över havet och antalet invånare är 118. Den ligger på ön Korfu.
Terrängen runt Poulimátes är platt åt nordväst, men åt sydost är den kuperad. Havet är nära Poulimátes åt nordväst. Runt Poulimátes är det ganska tätbefolkat, med 96 invånare per kvadratkilometer. Närmaste större samhälle är Agios Georgis, 4,2 km söder om Poulimátes. 